# Emmanuel Magnien

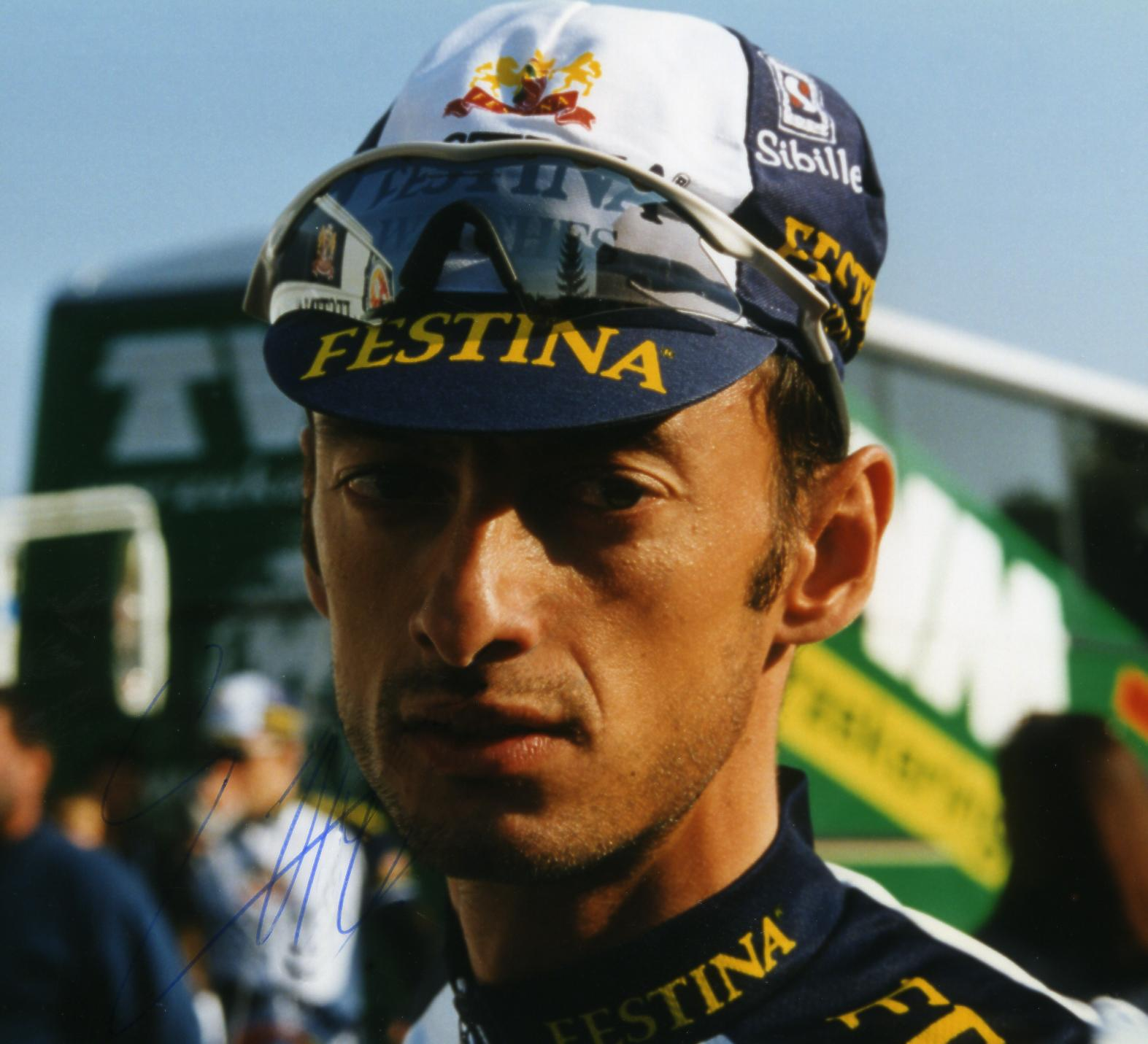
Emmanuel Magnien (1997)

Emmanuel Magnien (* 7. Mai 1971 in Sedan, Frankreich) ist ein ehemaliger französischer Radrennfahrer. Seine Karriere begann er im Jahre 1993; bis 2003 war er als Profi aktiv.
In seiner Laufbahn nahm er sieben Mal an der Tour de France teil und beendete diese 2002 als 96. Erfolge konnte er sowohl auf der Straße als auch im Cyclocross feiern.
Magnien gestand, sich anlässlich der Tour de France 1998 mit EPO gedopt zu haben. Bei der Tour de France 2000 wurde er wegen Dopings drei Monate gesperrt.

## Größte Erfolge
- Critérium du Dauphiné Libéré: 1994: 2. & 4. Etappe
- Tour de l’Avenir: 1995:
- Paris–Brüssel: 2001
- Französische Meisterschaft Cyclocross:  1996

## Teams
- 1993–1995 Castorama
- 1996–1997 Festina-Lotus
- 1998–2001 La Française des Jeux
- 2002 Bonjour
- 2003 Brioches La Boulangère